# Piombino
Piombino es una localidad italiana de la provincia de Livorno, región de Toscana, con 34.825 habitantes. Se encuentra en el cabo homónimo, punto de división entre el mar de Liguria y el mar Tirreno, y el canal homónimo lo separa de la isla de Elba. Está situado en el lado septentrional de la Maremma.
Es el centro principal del Val di Cornia y polo mayor de la industria del acero en la Toscana, siendo el segundo puerto en la Toscana después del de Livorno .
La ciudad conserva numerosos testimonios de su glorioso pasado, desde los orígenes etruscos hasta el Principado de Piombino, del cual fue la capital. Su larga historia puede resumirse en los monumentos arquitectónicos y las obras de arte que se conservan en el centro histórico, a cuyo esplendor también contribuyeron Leonardo da Vinci y Andrea Guardi .

Ubicación de la ciudad de Piombino dentro de la provincia de Livorno.

## Geografía
Los "comune" limítrofes de Piombino son Campiglia Marittima , Follonica , San Vincenzo y Suvereto .

## Evolución demográfica
| Gráfica de evolución demográfica de Piombino entre 1861 y 2001 |
|                                                                |
| Fuente ISTAT - Elaboración gráfica por parte de Wikipedia      |